# Честер (Меріленд)
Честер (англ. Chester) — переписна місцевість (CDP) в США, в окрузі Графство королеви Анни штату Меріленд. Населення — 5003 особи (2020).

## Географія
Честер розташований за координатами 38°57′43″ пн. ш. 76°17′12″ зх. д. / 38.96194° пн. ш. 76.28667° зх. д. (38.962075, -76.286581).  За даними Бюро перепису населення США в 2010 році переписна місцевість мала площу 17,61 км², з яких 13,19 км² — суходіл та 4,42 км² — водойми.

## Демографія
Згідно з переписом 2010 року, у переписній місцевості мешкало 4167 осіб у 1764 домогосподарствах у складі 1146 родин. Густота населення становила 237 осіб/км².  Було 1954 помешкання (111/км²).
Расовий склад населення:
| - 88,2 % — білих - 6,9 % — чорних або афроамериканців - 1,2 % — азіатів - 0,4 % — корінних американців - 1,2 % — осіб інших рас |

До двох чи більше рас належало 2,1 %. Частка іспаномовних становила 3,5 % від усіх жителів.
За віковим діапазоном населення розподілялося таким чином: 21,0 % — особи молодші 18 років, 63,9 % — особи у віці 18—64 років, 15,1 % — особи у віці 65 років та старші. Медіана віку мешканця становила 42,8 року. На 100 осіб жіночої статі у переписній місцевості припадало 94,7 чоловіків;  на 100 жінок у віці від 18 років та старших — 93,2 чоловіків також старших 18 років.
Середній дохід на одне домашнє господарство  становив 99 271 долар США (медіана — 89 427), а середній дохід на одну сім'ю — 112 196 доларів (медіана — 104 637). Медіана доходів становила 61 141 долар для чоловіків та 56 850 доларів для жінок. За межею бідності перебувало 8,4 % осіб, у тому числі 11,4 % дітей у віці до 18 років та 3,2 % осіб у віці 65 років та старших.
Цивільне працевлаштоване населення становило 2542 особи. Основні галузі зайнятості: освіта, охорона здоров'я та соціальна допомога — 14,5 %, мистецтво, розваги та відпочинок — 13,3 %, роздрібна торгівля — 12,1 %, науковці, спеціалісти, менеджери — 11,6 %.